# Nogizaka46
Nogizaka46 (乃木坂46) é um grupo feminino japonês produzido por Yasushi Akimoto, considerado como o "rival oficial" (公式ライバル) do grupo AKB48.

Logo do grupo

O nome foi escolhido por causa do SME Nogizaka Building, onde está localizado o escritório da Sony Music do Japão. O produtor Yasushi Akimoto afirmou que o número "46" foi escolhido como um desafio a banda AKB48.
As integrantes do grupo foram escolhidas por testes nos quais 38,934 pessoas disputaram 36 vagas disponíveis cujos vencedores foram anunciados em 22 de agosto de 2011, Além disso, foi também anunciado mais tarde que outras 16 garotas se juntariam ao grupo como membros provisionais “senbatsu”.

Assim como o AKB48 possui seu "God7" (神7) ou "God8" (神8), Nogizaka também possui um sistema semelhante. Inicialmente, eram escolhidas sete membros para a linha da frente, sendo chamadas de Shichi Fukujin ( 七福神 ,"Sete Deusas da Sorte"). A partir do 4º single, Seifuku no Mannequin, foi adicionado mais uma membro para a linha da frente, tornando-se Hachi Fukujin (八福神, "Oito Deusas da Sorte").

## História

### 2011
A formação do "Nogizaka46" foi anunciado em 29 de Junho de 2011, quando se tornou o primeiro grupo nomeado como "rival oficial" do grupo AKB48. Diferente dos outros grupos relacionados,como os grupos irmãos do AKB48,Nogizaka46 foi criado como "grupo rival oficial".Até o nome "Nogizaka46" possui o sentido de "mesmo com menos membros que o AKB48, não perderemos".
Os integrantes do grupo foram escolhidos por testes nos quais 38,934 pessoas disputaram 36 vagas disponíveis cujos vencedores foram anunciados em 22 de agosto de 2011, Além disso, foi também anunciado mais tarde que outras 16 garotas se juntariam ao grupo como membros provisionais “senbatsu”,já com uma center. Nogizaka46 possuía seu próprio reality show na televisão, apresentado pelo Bananaman, indo ao ar desde 02/10/2011 até 12/04/2015.
Esse variety show se chama Nogizakatte, Doko? (乃木坂って、どこ?, Lit: Onde está o Nogizaka?), e era apresentado nas principais estações em the TX network, conhecida como TV Tóquio, TV Osaka, TV Aichi, TV Setouchi, TV Hokkaido, e TVQ Kyushu Hoso.

### 2012
Em 19 de Janeiro, Nogizaka46 apareceu no Request Hour 2012 do grupo AKB48, onde cantou sua música de Debut "Guruguru Curtain" (ぐるぐるカーテン). Em 22 de fevereiro,Nogizaka46 fez sua estréia com o single "Guruguru Curtain".Ele ficou em segundo lugar no gráfico Oricon e vendeu 136,309 cópias na primeira semana.Seu segundo single,"Oide Shampoo",foi lançado em 2 de maio,tornou-se a primeira canção número um no gráfico Oricon semanal,com vendas de 156,000 cópias.
Em 25 de Junho, 2012, Nogizaka46 fez parte do Yubi Matsuri, um festival de idols produzido por Rino Sashihara do AKB48. O concerto foi realizado no Nippon Budokan com uma platéria de 8,000 pessoas e em conjunto de grupos como Idoling!!!, Shiritsu Ebisu Chugaku, Super Girls, Tóquio Girls' Style, Passpo, Buono!, Momoiro Clover Z, e Watarirouka Hashiritai 7.Em 22 de agosto,Nogizaka46 lançou seu terceiro single,"Hashire!Bicicleta" vendendo na primeira semana 186,613 cópias.Em 12 de dezembro,Nogizaka46 lançou seu quarto single single,"Seifuku no Mannequin", vendendo na primeira semana  232,961 cópias.

### 2013
Em 13 de março,Nogizaka46 lança seu quinto single,"Kimi no Na wa Kibō" vendendo 242,053 na primeira semana. Em 7 de Abril, Nogizaka46 começou um programa de rádio. Esse programa é chamado Nogizaka46no, No (乃木坂46の「の」, Lit: Nogizaka46's No) e é produzido pelo Nippon Cultural Broadcasting.

Em 2 de Julho, começa a ser transmitido pela emissora (Nippon TV|日本テレビ) o novo varity show chamado (NOGIBINGO!|ノギビンゴ!). É um programa de TV baseado no AKBINGO! do rival grupo AKB48. Possui o conceito de que "se obtiverem as mesmas experiências também poderão se tornar idols nacionais". Esse programa é um competição direta contra o (HKT48 Tonkotsu Mahou Shoujo Gakui|HKT48トンコツ魔法少女学院) do HKT48. O programa melhor avaliado iria ao ar primeiro na semana seguinte (sendo um programa seguido o outro). Encerrou-se em 17 de Setembro com vitória do HKT48. Assim, o último episódio do NOGIBINGO! não foi ao ar e HKT48 Tonkotsu Mahou Shoujo Gakui ganhou um especial de 2h.Mas o último episódio de NOGIBINGO!,para não desperdiçar as gravações o episódio final saiu junto com o box de DVDs do programa.Nele,as garotas avaliaram se conseguiram se tornar ídolos mais famosas,andando na rua com uma câmera escondida para ver se são reconhecidas ou não,se não forem reconhecidas,Ijiri preparou alguns itens de ajuda nada discretos para chamar atenção.De dezembro de 2012 a abril de 2013,realizou-se a audição para a segunda geração.De 16,302 candidatas,14 foram escolhidas.Em 3 de Julho,Nogizaka46 lança seu sexto single,"Girl's Rules",vendendo 337,138 cópias na primeira semana.Em 22 de outubro,Nogizaka46 lançou seu primeiro álbum de fotos,"Nogizaka Ha".Ficou em quarto lugar no ranking do livro semanal Oricon com 27,000 cópias vendidas.Em 27 de novembro,Nogizaka46 lança seu sétimo single,"Barrette",vendendo 395,127 cópias na primeira semana.A música teve Miona Hori da segunda geração como center.

### 2014
No dia 11 de janeiro,estreou NOGIBINGO! 2.No dia 24 de fevereiro,foi anunciado que Rina Ikoma faria kennin com o Team B do AKB48.Também no mesmo evento foi anunciado que Rena Matsui do SKE48 faria kennin com o Nogizaka46.Em 2 de abril Nogizaka lança seu oitavo single,"Kizuitara Kataomoi",vendendo 457,837 cópias na primeira semana.No dia 5 de julho,Nogizaka46 participou da Japan Expo 2014 em Paris e fez sua primeira performance no exterior.No dia 9 de julho,Nogizaka lança seu nono single,"Natsu no Free & Easy",vendendo 421,622 cópias na primeira semana.Em 7 de outubro,estreou NOGIBINGO! 3.Em 8 de outubro,Nogizaka46 lançou seu décimo single,"Nandome no Aozora ka?",vendendo 478,788 cópias na primeira semana.

### 2015
Em 7 de janeiro,Nogizaka lançou seu primeiro álbum.Alcançou o número um na tabela semanal de álbuns Oricon,e número onze no gráfico anual de 2015.Em 22 de março,Nogizaka46 realizou o terceiro aniversário ao vivo no Seibu Dome em Saitama.Aproximadamente 38 mil pessoas participaram do concerto,e gravou o maior público da história do grupo.No dia 18 de março,Nogizaka lançou seu décimo primeiro single,"Inochi wa Utsukushii",vendendo 500,297 cópias na primeira semana.Em 22 de fevereiro de 2015,foi anúnciado que seria formado um grupo irmão sob título "Nogizaka46 New Project",que originalmente se chamaria "Toriizaka46",mas acabou mudando para Keyakizaka46.No dia 26 de março,durante o show ao vivo de primavera AKB48 no Saitama Super Arena,foi anunciado que o programa de intercâmbio entre Rina Ikoma e Rena Matsui seria cancelado.Em 20 de abril,seu programa de variedades "Nogizaka Kojichu",começou a ir ao ar, sucedendo ao antigo show "Nogizakatte,Doko?".Em 7 de julho estreou NOGIBINGO! 4.Em 11 de julho,seu primeiro drama em destaque "Hatsumori Bermars" foi estreado na rede TX.Em 14 de julho,estreou NOGIBINGO! 5.Em 22 de julho,Nogizaka lançou seu seu décimo segundo single,"Taiyo Nokku",vendendo 609,202 cópias na primeira semana.Em 31 de dezembro,o grupo apareceu no NHK Kohaku Uta Gassen pela primeira vez.

## Controvérsias
Em Abril de 2012, a coreografia do segundo single do Nogizaka46, Oide Shampoo, foi alvo de críticas. Quando o vídeo da música foi colocado no YouTube, virou um assunto na internet, recebendo resposta negativa de várias pessoas que assistiram. Como parte da coreografia, as garotas levantavam suas saias até a altura do rosto. Alguns comentários achavam o vídeo obsceno e começaram a se sentir desconfortáveis ao assisti-lo. Alguns acharam a dança sexualmente sugestiva.

## Integrantes

### Atuais
| Nome                   | Nome japonês         | Região    | Entrada |
| ---------------------- | -------------------- | --------- | ------- |
| Manatsu Akimoto        | 秋元真夏             | Saitama   | 2011    |
| Hina Higuchi           | 樋口日奈             | Tóquio    | 2011    |
| Minami Hoshino         | 星野みなみ           | Chiba     | 2011    |
| Erika Ikuta            | 生田絵梨花           | Tóquio    | 2011    |
| Sayuri Inoue           | 井上小百合           | Saitama   | 2011    |
| Sayuri Matsumura       | 松村沙友理           | Osaka     | 2011    |
| Kana Nakada            | 中田花奈             | Saitama   | 2011    |
| Asuka Saitō            | 齋藤飛鳥             | Tóquio    | 2011    |
| Mai Shiraishi          | 白石麻衣             | Gunma     | 2011    |
| Kazumi Takayama        | 高山一実             | Chiba     | 2011    |
| Maaya Wada             | 和田まあや           | Hiroshima | 2011    |
| Miona Hori             | 堀未央奈             | Gifu      | 2013    |
| Junna Itō              | 伊藤純奈             | Kanagawa  | 2013    |
| Hinako Kitano          | 北野日奈子           | Chiba     | 2013    |
| Kotoko Sasaki          | 佐々木琴子           | Saitama   | 2013    |
| Mai Shinuchi           | 新内眞衣             | Saitama   | 2013    |
| Ayane Suzuki           | 鈴木絢音             | Akita     | 2013    |
| Ranze Terada           | 寺田蘭世             | Tóquio    | 2013    |
| Miria Watanabe         | 渡辺みり愛           | Tóquio    | 2013    |
| Rena Yamazaki          | 山崎怜奈             | Tóquio    | 2013    |
| Riria Itō              | 伊藤理々杏           | Okinawa   | 2016    |
| Renka Iwamoto          | 岩本蓮加             | Tóquio    | 2016    |
| Shiori Kubo            | 久保史緒里           | Miyagi    | 2016    |
| Hazuki Mukai           | 向井葉月             | Tóquio    | 2016    |
| Reno Nakamura          | 中村麗乃             | Tóquio    | 2016    |
| Momoko Ōzono           | 大園桃子             | Kagoshima | 2016    |
| Tamami Sakaguchi       | 阪口珠美             | Tóquio    | 2016    |
| Kaede Satō             | 佐藤楓               | Aichi     | 2016    |
| Minami Umezawa         | 梅澤美波             | Kanagawa  | 2016    |
| Mizuki Yamashita       | 山下美月             | Tóquio    | 2016    |
| Yūki Yoda              | 与田祐希             | Fukuoka   | 2016    |
| Ayano-Christie Yoshida | 吉田綾乃クリスティー | Ōita      | 2016    |
| Sakura Endo            | 遠藤さくら           | Aichi     | 2018    |
| Seira Hayakawa         | 早川聖来             | Osaka     | 2018    |
| Sayaka Kakehashi       | 掛橋沙耶香           | Okayama   | 2018    |
| Haruka Kaki            | 賀喜遥香             | Tochigi   | 2018    |
| Saya Kanagawa          | 金川紗耶             | Hokkaido  | 2018    |
| Yuri Kitagawa          | 北川悠理             | Tóquio    | 2018    |
| Rei Seimiya            | 清宮レイ             | Saitama   | 2018    |
| Yuna Shibata           | 柴田柚菜             | Chiba     | 2018    |
| Mayu Tamura            | 田村真佑             | Saitama   | 2018    |
| Ayame Tsutsui          | 筒井あやめ           | Aichi     | 2018    |
| Mio Yakubo             | 矢久保美緒           | Tóquio    | 2018    |
| Haruka Kuromi          | 黒見明香             | Shizuoka  | 2020    |
| Rika Satō              | 佐藤璃果             | Iwate     | 2020    |
| Runa Hayashi           | 林瑠奈               | Kanagawa  | 2020    |
| Miyu Matsuo            | 松尾美佑             | Chiba     | 2020    |
| Nao Yumiki             | 弓木奈於             | Kyoto     | 2020    |

### Graduadas
| Nome             | Nome japonês | Região    | Entrada | Saida |
| ---------------- | ------------ | --------- | ------- | ----- |
| Honoka Yamamoto  | 山本穂乃香   | Aichi     | 2011    | 2011  |
| Ayaka Yoshimoto  | 吉本彩華     | Kumamoto  | 2011    | 2011  |
| Yumiko Iwase     | 岩瀬佑美子   | Saitama   | 2011    | 2012  |
| Mikumo Andou     | 安藤美雲     | Kanagawa  | 2011    | 2013  |
| Yukina Kashiwa   | 柏幸奈       | Nagasaki  | 2011    | 2013  |
| Seira Miyazawa   | 宮澤成良     | Chiba     | 2011    | 2013  |
| Nanami Nishikawa | 西川七海     | Tóquio    | 2013    | 2014  |
| Rena Ichiki      | 市來玲奈     | Chiba     | 2013    | 2014  |
| Risako Yada      | 矢田里沙子   | Saitama   | 2013    | 2014  |
| Kyouka Yonetoku  | 米徳京花     | Kanagawa  | 2013    | 2014  |
| Nene Ito         | 伊藤寧々     | Gifu      | 2011    | 2014  |
| Rina Yamato      | 大和里菜     | Miyagi    | 2011    | 2014  |
| Seira Hatanaka   | 畠中清羅     | Osaka     | 2011    | 2015  |
| Rena Matsui      | 松井玲奈     | Aichi     | 2014    | 2015  |
| Seira Nagashima  | 永島聖羅     | Aichi     | 2011    | 2016  |
| Mai Fukagawa     | 深川麻衣     | Shizuoka  | 2011    | 2016  |
| Nanami Hashimoto | 橋本奈々未   | Hokkaido  | 2011    | 2017  |
| Himeka Nakamoto  | 中元日芽香   | Hiroshima | 2011    | 2017  |
| Marika Itō       | 伊藤万理華   | Kanagawa  | 2011    | 2017  |
| Mahiro Kawamura  | 川村真洋     | Osaka     | 2011    | 2018  |
| Rina Ikoma       | 生駒里奈     | Akita     | 2011    | 2018  |
| Chiharu Saitō    | 斎藤ちはる   | Saitama   | 2011    | 2018  |
| Iori Sagara      | 相楽伊織     | Saitama   | 2014    | 2018  |
| Yumi Wakatsuki   | 若月佑美     | Shizuoka  | 2011    | 2018  |
| Ami Noujou       | 能條愛未     | Kanagawa  | 2011    | 2018  |
| Hina Kawago      | 川後陽菜     | Nagasaki  | 2011    | 2018  |
| Nanase Nishino   | 西野七瀬     | Osaka     | 2011    | 2018  |
| Misa Etō         | 衛藤美彩     | Ōita      | 2011    | 2019  |
| Karin Itō        | 伊藤かりん   | Kanagawa  | 2013    | 2019  |
| Yūri Saitō       | 斉藤優里     | Tóquio    | 2011    | 2019  |
| Reika Sakurai    | 桜井玲香     | Kanagawa  | 2011    | 2019  |

### Eleitas Deusas da Sorte
- ★ - Nogizaka Hachi Fukujin ou Shichi Fukujin
- Center - Membro do Senbatsu / Membro selecionada para o centro da linha de frente
- ◎ - Membro do Senbatsuー

| Nomes            | Provisório （1） | Provisório （2） | Meiji    | 1st      | 2nd      | 3rd      | 4th      | 5th      | 6th      |
| ---------------- | ---------------- | ---------------- | -------- | -------- | -------- | -------- | -------- | -------- | -------- |
| Manatsu Akimoto  | ◎                | Ausente          | Ausente  | Ausente  | Ausente  | Ausente  | ★        | ★        | ◎        |
| Erika Ikuta      | ◎                | ★                | ★        | ★        | ◎        | ★        | ★        | ★        | ★        |
| Rina Ikoma       | ◎                | ★                | ★ Center | ★ Center | ★ Center | ★ Center | ★ Center | ★ Center | ★        |
| Rena Ichiki      | ◎                | ★                | ★        | ◎        | ◎        | ◎        | ◎        |          |          |
| Nene Ito         |                  |                  |          |          |          |          |          | ◎        |          |
| Marika Ito       |                  |                  |          |          |          | ◎        |          |          | ◎        |
| Sayuri Inoue     |                  |                  |          | ◎        | ◎        | ◎        | ◎        | ◎        | ◎        |
| Misa Eto         |                  |                  | ◎        |          |          |          |          |          |          |
| Yukina Kashiwa   |                  |                  |          |          |          |          |          |          |          |
| Hina Kawago      |                  |                  |          |          |          |          |          |          |          |
| Mahiro Kawamura  |                  |                  |          | ◎        |          |          |          |          |          |
| Asuka Saitō      |                  | ◎                | ◎        | ◎        |          |          | ◎        |          |          |
| Chirahu Saitō    |                  |                  |          |          |          |          |          |          |          |
| Yuri Saitō       |                  |                  | ◎        | ◎        | ◎        | ◎        |          |          | ◎        |
| Reika Sakurai    | ◎                | ★                | ★        | ◎        | ★        | ◎        | ★        | ★        | ★        |
| Mai Shiaraishi   | ◎                | ★                | ★        | ★        | ★        | ★        | ★        | ★        | ★ Center |
| Kazumi Takayama  | ◎                | ★                | ★        | ★        | ★        | ◎        | ◎        | ◎        | ★        |
| Kana Nakada      | ◎                | ★                | ★        | ◎        | ★        | ◎        |          | ◎        | ◎        |
| Himeka Nakamoto  |                  |                  |          |          |          |          |          |          |          |
| Seira Nagashima  |                  |                  |          |          |          |          |          | ◎        |          |
| Nanase Nishino   |                  |                  |          | ◎        | ◎        | ★        | ◎        | ◎        | ★        |
| Ami Noujō        |                  |                  |          | ◎        |          |          | ◎        |          |          |
| Nanami Hashimoto | ◎                |                  |          | ★        | ★        | ★        | ★        | ★        | ★        |
| Seira Hatanaka   | ◎                |                  |          |          | ◎        |          |          |          |          |
| Hina Higuchi     |                  |                  |          |          |          |          |          |          |          |
| Mai Fukagawa     |                  | ◎                | ◎        |          |          | ◎        | ◎        | ◎        | ◎        |
| Minami Hoshino   | ◎                | ◎                | ◎        | ★        | ◎        | ★        | ★        | ★        | ◎        |
| Sayuri Matsumura | ◎                |                  |          | ★        | ★        | ★        | ★        | ★        | ★        |
| Seira Miyazawa   | ◎                | ◎                | ◎        |          | ◎        |          |          |          |          |
| Rina Yamato      | ◎                | ◎                | ◎        |          |          |          |          |          |          |
| Yumi Wakatsuki   |                  | ◎                |          |          |          | ◎        | ◎        | ◎        | ◎        |
| Maaya Wada       | ◎                |                  |          |          |          |          |          |          |          |

| Graduadas       | Provisório （1） | Provisório （2） | Meiji   | 1st     | 2nd     | 3rd     | 4th       | 5th       | 6th       |
| --------------- | ---------------- | ---------------- | ------- | ------- | ------- | ------- | --------- | --------- | --------- |
| Mikumo Ando     |                  | ◎                | ◎       |         |         |         |           |           | Graduação |
| Yumiko Iwase    |                  | ◎                | ◎       |         | ◎       |         | Graduação | Graduação | Graduação |
| Ayaka Yoshimoto |                  | Recusou          | Recusou | Recusou | Recusou | Recusou | Recusou   | Recusou   | Recusou   |
| Ayaka Yoshimoto | ★ Center         | Recusou          | Recusou | Recusou | Recusou | Recusou | Recusou   | Recusou   | Recusou   |

## Filmografia
Programas de auditório
- Nogizakatte, Doko?
- Nogizakatte, Koko!
- Nogizaka Roman]
- NOGIBINGO!

Musicais
"16nin no Principal" (16 人 の プリンシパル) e "16nin no Principal II" (16 人 の プリンシパル II), são os dois musicais já realizados pelo Nogizaka46. As apresentações aconteceram no Akasaka ACT Theater, em Tóquio e em Umeda Arts Theater, em Osaka. Através de celulares, os fãs podem escolher sua favoritas. 16 membros participam no palco de acordo com a posição decidida pelo número de votos.

## Discografia
- Toumei na Iro (2015)
- Sorezore no Isu (2016)
- Umaretekara Hajimete Mita Yume (2017)
- Ima ga Omoide ni Naru Made (2018)